# Fenrisgletscher
Fenrisgletscher är en glaciär i Grönland (Kungariket Danmark).   Den ligger i kommunen Sermersooq, i den södra delen av Grönland, 700 km öster om huvudstaden Nuuk. Fenrisgletscher ligger 715 meter över havet.
Terrängen runt Fenrisgletscher är bergig österut, men västerut är den kuperad.  Trakten runt Fenrisgletscher är nära nog obefolkad, med mindre än två invånare per kvadratkilometer. Det finns inga samhällen i närheten. Trakten runt Fenrisgletscher är permanent täckt av is och snö.